# 1806-20星團

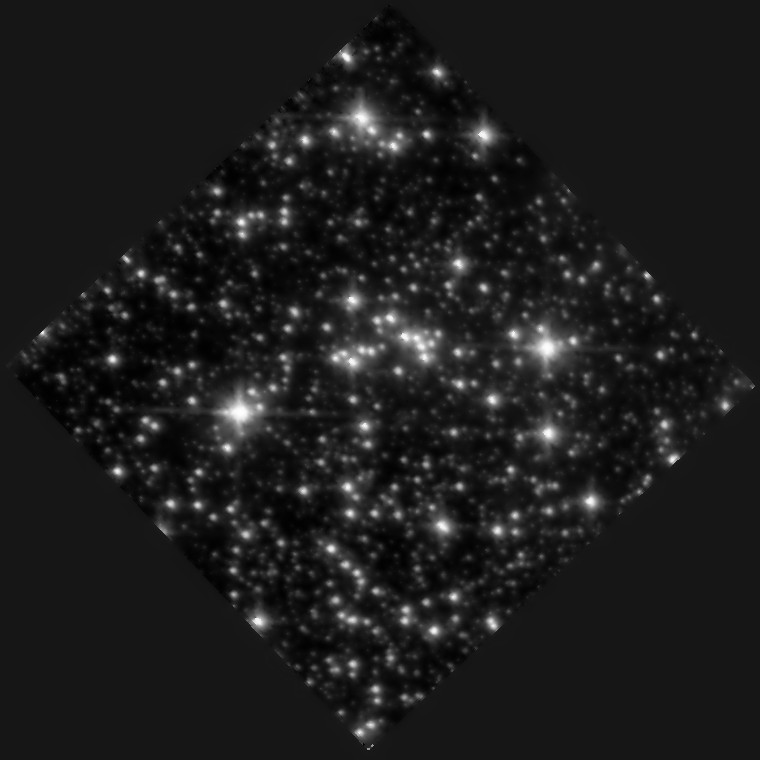
H通道的1806-20星團的紅外線影像。

1806-20（最初命名為SGR 1806-20星團）是在銀河系的遠端，距離50,000光年，被嚴重遮蔽的一個星團。它包含軟γ射線重複爆發源SGR 1806-20和銀河系中最亮恆星候選者的特超巨星：高光度藍變星LBV 1806-20。LBV 1806-20和在星團中的其它大質量恆星被認為可能在數百萬年內以超新星結束，只留下中子星或黑洞等殘骸。
這個星團被介入的塵埃嚴重的遮蔽，使得大多數的恆星只能在紅外線中看見。它是更大的W31電離氫區和巨大分子雲的一部分。它有一個直徑大約0.2秒差距的緻密核心，和包含高光度藍變星，直徑大約2秒差距，較為擴散的光暈，並且至少有三顆沃夫–瑞葉星（WC8、WN6、和WN7）和OB型超巨星，加上其它年輕的大質量恆星。

## 外部連結
- The Unusual High-Mass Star Cluster 1806-20